# 1680
1680 (MDCLXXX) var ett skottår som började en måndag i den gregorianska kalendern och ett skottår som började en torsdag i den julianska kalendern.

## Händelser

### Maj
- 6 maj – Karl XI gifter sig med Ulrika Eleonora av Danmark på Skottorps herrgård söder om Laholm.[1]

### Augusti
- 10 augusti – Karlskrona anläggs[2] vid Trossö och blir svenska flottans nya bas och största varv. Flottbasen flyttas från Stockholm dels för att man vill ha den i en hamn, som är garanterat isfri året runt, dels för att man vill ha den närmare Skånelandskapen.

### December
- 10 december – Genom den så kallade ständerförklaringen (antagen under Reduktionsriksdagen) blir Karl XI enväldig svensk kung. Kungen skall styra enligt landslagens kungabalk, men att styra med "råds råde" tolkas som, att han själv får välja vad han vill rådgöra med riksrådet om.[3]

### Okänt datum
- Under riksdagen yrkar de lägre stånden på reduktion, men adeln spjärnar emot. Adelsmannen Hans Wachtmeister framlägger ett eget reduktionsförslag, som antas av riksdagen. Samtliga donationer från utrikesprovinserna skall dras in till kronan och de inkomstbringande grev- och friherreskapen avskaffas. Även donationer med större årlig avkastning än 600 daler silvermynt reduceras. På så vis går lågadeln ganska fri från reduktionen, medan högadeln drabbas hårt. Sammanlagt 80 procent av 1600-talets jordavsöndringar återgår till kronan. Enligt dekret från Karl XI får riksrådet endast yttra sig om det tillfrågas och utgör inget hot.
- Straffen för slagsmål, oljud och förargelse under kyrkobesök i Sverige skärps, på vissa punkter till dödsstraff.
- Den erotiska sonettsamlingen Wenerid utges av den omdiskuterade pseudonymen Skogekär Bergbo.

## Födda
- 21 juni – Olof Estenberg, svensk riksarkivarie.
- 29 september – Lovisa Dorotea av Preussen, gift med Fredrik I.
- 13 oktober - Katarina Opalinska, drottning av Polen.
- Filippo Raguzzini, italiensk arkitekt.
- Giuseppe Sardi, italiensk arkitekt.

## Avlidna
- 23 mars – Nicolas Fouquet, fransk politiker.
- 17 april – Kateri Tekakwitha, amerikansk jungfru, saligförklarad 1980.
- 10 juni – Johan Göransson Gyllenstierna, svensk greve och riksråd.[4]
- 24 juli – Candida Xu, kinesisk adelskvinna, beskyddare av katolska missionärer i Kina.
- 19 augusti – Jean Eudes, fransk romersk-katolsk präst, missionär och ordensgrundare, helgon.
- 24 augusti – Ferdinand Bol, nederländsk porträttmålare, historiemålare och etsare.
- 12 september – Per Brahe d.y., svensk greve, riksdrots sedan 1640.
- 16 oktober – Raimondo Montecuccoli, italiensk militär och militärteoretiker.
- 28 november – Gianlorenzo Bernini, italiensk skulptör, arkitekt och målare.
- 18 december – William Howard, 1:e viscount Stafford, brittiskt politiskt offer, avrättad.
- Marie Meurdrac, fransk kemist och alkemist.
- Elisabet av Böhmen, tysk intellektuell, regerande abbedissa av Herford.